# 1682
1682. је била проста година.

## Рођења

### Јануар
- Википедија:Непознат датум — Јакопо Амигони - венецијански сликар. († 1752)